# Initiative populaire « concernant la protection des locataires et des consommateurs »
L'initiative populaire  « concernant la protection des locataires et des consommateurs » est une initiative populaire fédérale suisse, acceptée par le peuple mais rejetée par les cantons le 13 mars 1955. C'est la seule votation fédérale organisée dans le pays cette année-là.
Elle est une des deux seules initiatives à avoir été acceptée par le peuple sans obtenir la double majorité (l'autre étant l'initiative populaire « entreprises responsables » en 2020). 

## Contenu
L'initiative propose d'insérer 10 articles dans la Constitution fédérale afin de « sauvegarder le pouvoir d'achat et prévenir la hausse du coût de la vie » entre 1955 et 1960 via plusieurs mesures touchant à la surveillance des prix et à la limitation des augmentations de loyers.
Le texte complet de l'initiative peut être consulté sur le site de la Chancellerie fédérale.

## Déroulement

### Contexte historique
Si un contrôle des prix quasi absolu avait été maintenu pendant toute la période de la Seconde Guerre mondiale et la décennie suivante, ce contrôle, dès 1949, est progressivement réduit pour passer à une simple surveillance, en conservant toutefois certains obligations, telle que celle d'afficher les prix au détail. Le contrôle strict des prix ne concerne plus, en 1952, que les carburants, le charbon, le bois de sapin, ainsi que plusieurs produits d'alimentation tels que le pain, la farine, le lait, les fruits et légumes et les œufs. Dès 1953 cependant, la Confédération est autorisée à prescrire des prix maximas sur les loyers et les fermages, ainsi que sur les « prix pour les marchandises destinées au marché intérieur lorsque la formation du prix de ces marchandises est influencée par des mesures de protection ».
L'initiative propose de proroger et d'étendre les mesures prises en 1953 et qui, selon l'arrêté fédéral, doivent être progressivement abandonnés jusqu'au 31 décembre 1956.

### Récolte des signatures et dépôt de l'initiative
La récolte des 50 000 signatures a débuté le 10 septembre 1953. L'initiative a été déposée le 16 février de l'année suivante à la chancellerie fédérale qui l'a déclarée valide le 12 mars.

### Discussions et recommandations des autorités
Le parlement et le Conseil fédéral recommandent le rejet de cette initiative. Dans son rapport aux chambres fédérales, le gouvernement s'oppose à l'obligation d'exercer une surveillance complète des prix ainsi que l'automatisation de prescriptions sur les prix maximums comme moyen de protection, préférant privilégier une plus grande souplesse dans les interventions de l'administration fédérale dans le domaine économique.
Par contre, le gouvernement propose, sous forme de contre-projet, de prolonger l'arrêté fédéral de 1953 sur le maintien temporaire
d'un contrôle réduit sur les prix jusqu'à la fin de l'année 1960 au plus tard.

### Votation
Soumise à la votation le 13 mars 1955, l'initiative est acceptée par 50,2 % des suffrages exprimés, mais refusée par 13 4/2 cantons ; la double majorité étant nécessaire, l'initiative est donc rejetée ; il s'agit donc de l'un des très rares cas où une initiative est refusée tout en obtenant la majorité absolue des voix en sa faveur. Le tableau ci-dessous détaille les résultats par cantons :
Le contre-projet du gouvernement est, également rejeté par 12 3/2 cantons et 57,5 % des suffrages exprimés. Le tableau ci-dessous détaille les résultats par cantons pour ce contre-projet :

## Effets
Malgré ce refus populaire, plusieurs additifs constitutionnels sont adoptés dans les années suivantes (22 décembre 1955, 24 mars 1960 et 9 octobre 1964) pour prolonger ce régime spécial en l'adoucissant progressivement et tout en conservant comme objectif finale « l'incorporation du secteur du logement à l'économie de marché ». Le dernier additif du 20 mars 1964 donne comme date butoir pour remplacer le contrôle des loyers par une simple surveillance la fin de l'année 1966 pour les villes de Zurich, Berne, Bâle, Lausanne et Genève et le 1er janvier 1965 pour les autres communes ; la suppression de toutes les prescriptions en matière de loyers est, quant à elle, prévue pour la fin de l'année 1969. En 1967, afin de contrer cette date de fin, une initiative populaire « pour le droit au logement et le développement de la protection de la famille » est lancée afin d'inscrire dans la Constitution le droit au logement. Rejetée le 27 septembre 1970, cette initiative n'empêchera pas la libération du marché de l'immobilier comme prévu.
La protection des locataires, auparavant assurée par les prescriptions, est fixée dès le 24 juin 1970 dans la loi fédérale ; cette protection, insuffisante, est doublée d'un nouvel article constitutionnel adopté sous la forme d'un arrêté fédéral urgent le 30 juin 1972 et d'une ordonnance du 10 juillet 1972 met en place des mesures contre les abus dans le secteur locatif. Devant la fin prévue de l'arrêté fédéral en 1977, une initiative populaire « pour une protection efficace des locataires » est lancée pour demander le contrôle des loyers par la Confédération et l'extension de la protection contre les résiliations. Cette initiative, tout comme son contre-projet proposé par le gouvernement, est rejetée en votation populaire le 25 septembre 1977.